# Hyalinobatrachium tatayoi
Hyalinobatrachium tatayoi es una especie de anfibio anuro de la familia Centrolenidae.

## Distribución geográfica
Esta especie es endémica del estado de Zulia en Venezuela. Se encuentra a 300 m sobre el nivel del mar en la Serranía de Perijá.

## Publicación original
- Castroviejo-Fisher, Ayarzagüena & Vilà, 2007: A new species of Hyalinobatrachium (Centrolenidae: Anura) from Serranía de Perijá, Venezuela. Zootaxa, n.º 1441, p. 51-62.[6]